# Inagua

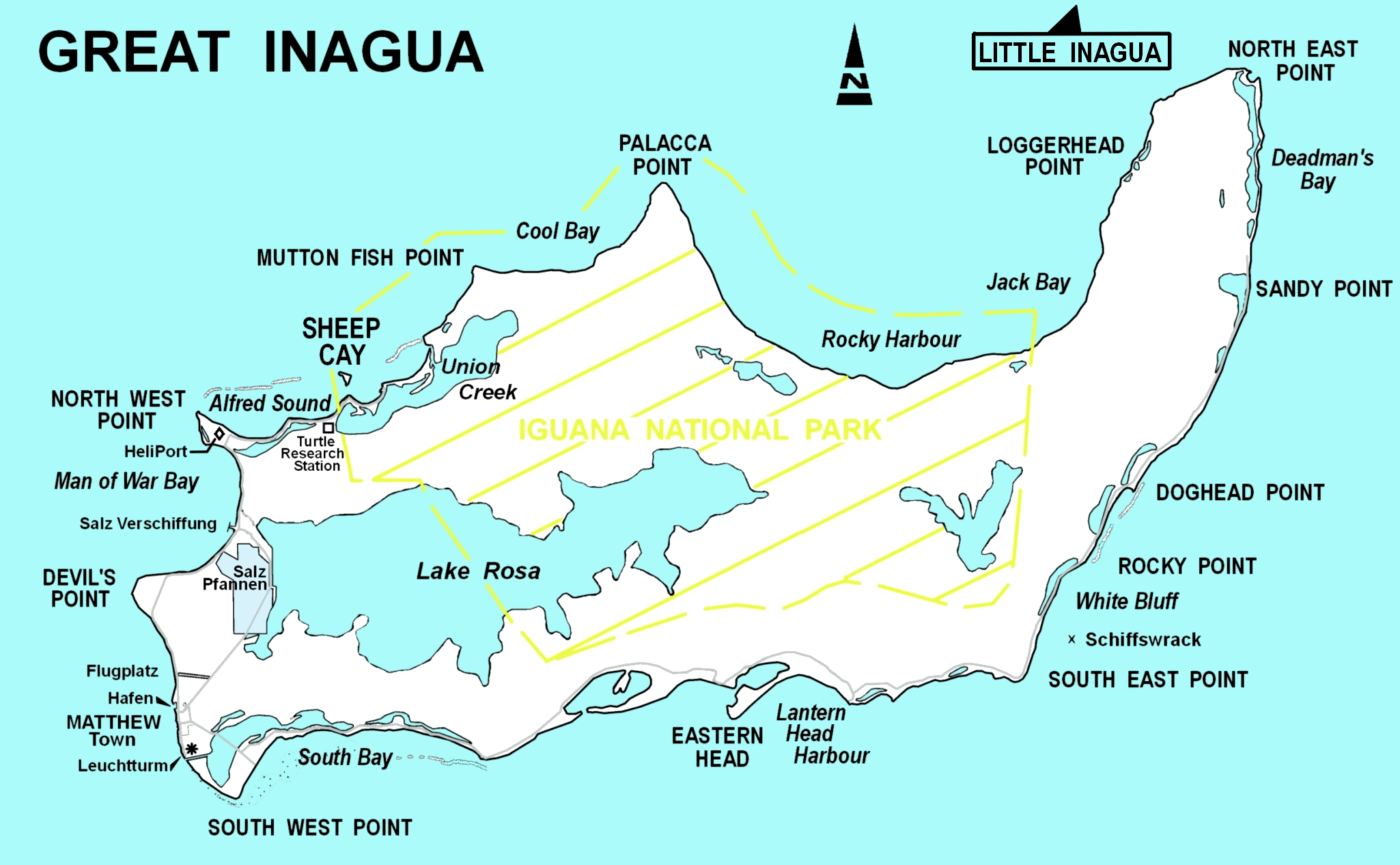
Karte von Great Inagua

Inagua ist eine Inselgruppe und der südlichste Distrikt der Bahamas. Die Gruppe umfasst die Inseln Great Inagua und Little Inagua.
Great Inagua ist die drittgrößte Insel der Bahamas mit 1544 km² und liegt rund 90 km vor der Ostspitze von Kuba, die vom oberen Umlauf des Leuchtturmes (Höhe ca. 30 m) zu sehen ist.
Die höchste Erhebung ist der East Hill mit 33 m. Auf der Insel befinden sich mehrere Seen, der wichtigste ist der etwa 20 km lange Lake Windsor, der ca. 1/4 der Inselfläche einnimmt. Die Bevölkerung betrug im Jahre 2006 (nach einheimischen Aussagen) etwa 1100 Einwohner, davon haben ca. 250 Personen bei Morton Salz gearbeitet.
Der Hauptort Matthew Town besitzt den einzigen Hafen der Insel. Matthew Town ist benannt nach George Matthew, einem Gouverneur der Bahamas im 19. Jahrhundert.

## Infrastruktur
Matthew Town ist der einzige bewohnte Ort der Insel. In der Stadt gibt es neben der Stadtverwaltung eine Polizeistation mit einem Feuerwehrfahrzeug. Die Stadt hat verschiedene kleine Läden für Lebensmittel, Bekleidung, Drogerie, Büroartikel und Andenken, sowie eine landestypische „Morton“-Kaufhalle (Inagua General Store Ltd, gegründet 1954).
Die Stromversorgung der Stadt erfolgt über zwei Dieselaggregate. Der Flughafen Great Inagua Airport (IATA-Flughafencode: IGA, ICAO-Code: MYIG) liegt in der Nähe der Stadt.

## Religion
In der Stadt sind sieben Kirchengemeinden aktiv:
- St. Philip’s Anglican Church, gegründet 1855,
- Wesley Methodist Church wieder eröffnet 1953,
- Inagua Gospel Church,
- Deliverance Household of Faith,
- und andere.

## Industrie
Etwa 15 km nordwestlich der Stadt befindet sich die Hauptfabrik der Morton Salt, die Morton Bahamas Ltd.., ein Unternehmen der K+S AG. Zurzeit werden dort jährlich mindestens 1,3 Millionen Tonnen Meersalz produziert, was damit die zweitgrößte Salzproduktion Nordamerikas darstellt. Die Salzgewinnung ist Inaguas Hauptindustrie. Die Morton Bahamas Ltd. hat eine eigene Stromversorgung und auch einen eigenen Hafen mit Verladekai für das Salz.

## Natur
Auf Great Inagua gibt es ein großes Vogelreservat mit über 60.000 Flamingos und vielen anderen exotischen Vogelarten wie Rosalöffler, Pelikanen, Bahama-Enten sowie wilden Papageien. Ein großer Teil der Insel, insgesamt 743,57 km², ist seit 1965 als Naturreservat für den Menschen (mit Ausnahme von Wissenschaftlern) komplett gesperrt. Der Nationalpark Inagua ist Brutstätte und Heimat vieler Vogelarten. Zwei Naturführer bieten motorisierte Exkursionen in den zugänglichen Teil der Insel zum sogenannten bird-watching an.

## Geschichte
Im 19. Jahrhundert versuchten englische Kolonialisten den Anbau von Baumwolle auf der Insel Great Inagua zu etablieren. Wegen verschiedener Schädlinge wurde das Projekt aufgegeben. Die für den Transport der Baumwolle von den Feldern zur Fabrik per Schiff herbeigeschafften Esel wurden daraufhin in die freie Natur entlassen. Daher gibt es auf der Insel heute etwa 5000 „wilde Esel“ (wild dunkies) in einer seit Jahrzehnten isolierten Population. Diese Tiere leben in kleinen Familien auf der gesamten Insel verstreut.
Der ursprüngliche Name Heneagua entstand aus dem spanischen Begriff für 'hier gibt es Wasser'. 'Inagua' ist ein Anagramm von 'iguana', dem grünen Leguan, der auf der Insel häufig vorkommt.
Die Nachbarinsel Little Inagua, nordöstlich vor Great Inagua, ist unbewohnt und beherbergt einen Natur- und Meerespark.